# Жарсай (Жарсайський сільський округ)
Жарса́й (каз. Жарсай) — село у складі Хобдинського району Актюбінської області Казахстану. Адміністративний центр Жарсайського сільського округу.
У радянські часи село називалося Алексієвка.
Населення — 415 осіб (2021; 535 у 2009, 689 у 1999, 920 у 1989).